# Prix Paris-Kanellakis
Le prix Paris-Kanellakis est décerné par l'ACM depuis 1996, pour honorer les avancées théoriques ayant un impact important et démontrable sur l'informatique pratique. Il est nommé en l'honneur de Paris Kanellakis.

## Description
Le prix Paris-Kanellakis est décerné par l'ACM depuis 1996. Il honore des travaux en informatique théorique ayant eu un impact fort sur la pratique. Il est nommé en l'honneur de Paris Kanellakis un chercheur grec et américain, mort lors du crash du Vol 965 American Airlines en 1995.

## Lauréats

### 1996-2000
- 1996 : Leonard Adleman, Whitfield Diffie, Martin Hellman, Ralph Merkle, Ronald Rivest, Adi Shamir : pour l'invention et la mise en place de la cryptographie à clef publique.
- 1997 : Abraham Lempel et Jacob Ziv, pour leur travail en compression de données.
- 1998 : Randal Bryant, Edmund Clarke, Allen Emerson, Kenneth McMillan (en), pour l'invention de la vérification de modèles.
- 1999 : Daniel Sleator et Robert Tarjan, pour l'invention de l'arbre splay, une structure de données.
- 2000 : Narendra Karmarkar, pour son travail autour de la méthodes de points intérieurs.

### 2001-2010
- 2001 : Eugene Myers, pour son travail sur le séquençage
- 2002 : Peter Franaszek, pour son travail sur le codage en ligne
- 2003 : Gary L. Miller, Michael Rabin, Robert Solovay, Volker Strassen, pour leurs algorithmes probabilistes
- 2004 : Yoav Freund, Robert Schapire, pour AdaBoost en apprentissage automatique
- 2005 : Gerard Holzmann, Robert Kurshan (de), Moshe Vardi, Pierre Wolper, pour leur travail en vérification formelle
- 2006 : Robert Brayton, pour ses travaux en synthèse logique
- 2007 : Bruno Buchberger, pour le développement de la théorie des bases de Gröbner
- 2008 : Corinna Cortes, Vladimir Vapnik, pour le concept de machine à vecteurs de support
- 2009 : Mihir Bellare et Phillip Rogaway, pour les preuves de sécurité
- 2010 : Kurt Mehlhorn, pour son travail en algorithmique

### 2011-2020
- 2011 : Hanan Samet, pour son travail autour des structures de données, notamment le quadtree.
- 2012 : Andrei Broder, Moses Charikar et Piotr Indyk, pour le locality sensitive hashing.
- 2013 : Robert D. Blumofe et Charles E. Leiserson, pour le calcul distribué et parallèle robuste, notamment la stratégie Work stealing (en).
- 2014 : James Demmel, pour ses travaux en algèbre linéaire numérique (en).
- 2015 : Michael Luby, pour ses travaux autour de la notion de code d'effacement.
- 2016 : Amos Fiat et Moni Naor pour des travaux en cryptographie, utilisés pour lutter contre les infractions au copyright[3].
- 2017 : Scott Shenker pour ses travaux sur les réseaux et les files d'attente[4].
- 2018 : Pavel A. Pevzner pour ses travaux et leurs applications à l'assemblage de génomes[5].
- 2019 : Noga Alon, Phillip Gibbons, Yossi Matias et Mario Szegedy, pour leurs travaux sur les algorithmes de fouille de flots de données (streaming)
- 2020 : Yossi Azar (de), Andrei Broder, Anna Karlin, Michael Mitzenmacher et Eli Upfal, pour la découverte et l'analyse d'allocations équilibrées, connues sous le nom de « puissance de deux choix », et leurs nombreuses applications dans la pratique[6].

### depuis 2021
- 2021 : Avrim Blum (en), Irit Dinur, Cynthia Dwork, Frank McSherry,  Kobbi Nissim et Adam Davison Smith, pour leurs contributions fondamentales au développement de la protection différentielle de la vie privée[7].
- 2022 : Michael Burrows, Paolo Ferragina (it) et Giovanni Manzini (it), pour avoir inventé la transformée de Burrows-Wheeler et le FM-index des structures de données compressées, avec un impact fondamental sur la compression des données et la biologie informatique[8].
- 2023 : Guy Blelloch (en), Laxman Dhulipala et Julian Shun, pour leurs améliorations des algorithmes de calculs sur des graphes de grandes tailles sur des ordinateurs à mémoire partagée[9].